# Magnum Rafael Farias Tavares
Magnum Rafael Farias Tavares (* 24. März 1982 in Belém) ist ein brasilianischer Fußballspieler.

## Karriere
Der 1,74 Meter große Mittelfeldspieler begann seine Karriere bei Tuna Luso Brasileira, bei welchem er 2002 unter Vertrag stand. Seine ersten belegbaren Ligaspiele bestritt er für den Paysandu SC, bei welchem er für zwei Jahre unter Vertrag stand. In den beiden Spielzeiten absolvierte Magnum 33 Ligaspiele und erzielte dabei sechs Tore. In den Jahren 2004 und 2005 stand er im Kader des EC Vitória, wo ihm ein Tor in 28 Ligaspielen gelang. 2005 spielte er für den Iraty SC und wurde im selben Jahr noch an den FC Santos verliehen. Für Santos kam Magnum in fünf Spielen zum Einsatz.
Nachdem ihm in Brasilien bisher noch nicht der Durchbruch gelungen war, versuchte er sein Glück in Japan bei Kawasaki Frontale. In seinem ersten Jahr bestritt er 18 Ligaspiele und traf viermal ins Tor. Im zweiten Jahr kam er auf einen Ligaeinsatz mehr, erzielte jedoch sieben Tore. Nach zwei Jahren für Kawasaki unterschrieb er für drei Jahre einen Vertrag bei Nagoya Grampus. In seinem ersten Jahr absolvierte er 26 Ligaspiele und erzielte acht Tore. 22 Ligaspiele bestritt er im Jahre 2009 und schoss vier Tore. 2010, in seinem letzten Jahr bestritt er 31 Ligaspiele und konnte zweimal ins Tor treffen. Außerdem absolvierte er sieben Spiele im Rahmen des Kaiserpokals, wobei er im letzten Jahr einmal ins Tor traf und bestritt zehn Spiele ohne Torerolf im J. League Cup. Darüber hinaus war er für Nagoya Grampus auch in der AFC Champions League im Einsatz (8 Spiele/1 Tor). Im Jahr 2011 hatte Magnum für vier Ligaspiele ein Gastspiel in Südkorea bei Ulsan Hyundai.
Nach seiner Zeit in Asien stand Magnum noch bei den brasilianischen Klubs AD São Caetano, Clube do Remo, São Carlos FC und Volta Redonda FC unter Vertrag. Bei Letzterem spielt er aktuell noch.